# ابی واربورگ
 ابی واربورگ (آلمانی: Aby Warburg؛ ۱۳ ژوئن ۱۸۶۶ – ۲۶ اکتبر ۱۹۲۹) یک تاریخ‌نگار یهودی اهل آلمان بود.